# Tadashi Kawamata
Tadashi Kawamata (Japans: 川俣正), Kawamata Tadashi) (Hokkaido, 24 juli 1953) is een Japans kunstenaar die woont en werkt in Parijs.
Kawamata studeerde aan de Hokkaido Iwamizawa Higashi High School en de Tokyo University of Arts, waar hij in 1984 een doctoraat behaalde. Hij neemt regelmatig deel aan tentoonstellingen, solo en in groep, zoals de Biënnale van Venetië, Documenta in Kassel in 1987 en Track in Gent in 2012. Hij was de artistieke directeur van de Triënnale van Yokohama in 2005.
Tussen 1999 en 2005 was Kawamata verbonden aan de Tokyo University of the Arts als professor, en hij doceert sinds 2007 aan de École nationale supérieure des Beaux-Arts in Parijs.